# Арани (село)
Арани — село в Хунзахском районе Дагестана. Входит в состав сельского поселения Хунзахский сельсовет.

## Географическое положение
Расположено в 2 км к северо-востоку от районного центра и центра сельского поселения — села Хунзах.

## История
Село образовано в первой половине XX веке путем выделения части села Хунзах (бывшей слободы Хунзахской крепости) в отдельный населенный пункт. В 1929 г. данный населенный пункт в списках населенных мест ещё не значится. В 1960 г. село Арани входит в состав Хунзахского сельсовета Хунзахского района.

## Население
| 1939 | 1959 | 1970 | 1989 | 2002 | 2010 | 2021 |
| ---- | ---- | ---- | ---- | ---- | ---- | ---- |
| 134  | ↗226 | ↗786 | ↘395 | ↗594 | ↗674 | ↘451 |

По данным Всероссийской переписи населения 2010 года — моноэтничное аварское село.

## Достопримечательности
- Хунзахская крепость.
- Хунзахский историко-революционный музей.
- В крепости расположена штаб-квартира Хунзахского погранотряда ПС ФСБ России.